# Paul Grüninger
Paul Grüninger (San Galo, Suiza, 27 de octubre de 1891-ibidem, 22 de febrero de 1972) fue un oficial de policía suizo destinado en la localidad fronteriza de San Galot durante los meses previos al estallido de la Segunda Guerra Mundial. Tras la anexión de Austria por la Alemania Nazi en 1938, Grüninger salvó a 3.600 refugiados judíos al cambiar la fecha de sus visados y falsificar otros documentos para indicar que habían entrado en Suiza en un momento en que todavía era posible la entrada legal de refugiados. Al conocerse estos hechos, fue despedido de la fuerza policial, condenado por mala conducta y multado con 300 francos suizos. No recibió pensión y murió en la pobreza en 1972. En reconocimiento a sus actos, fue nombrado Justo entre las Naciones por la institución israelí Yad Vashem en 1971.

## Biografía
Grüninger asistió a una escuela preparatoria de maestros de 1907 a 1911. También jugó al fútbol de manera semiprofesional. En 1913 se unió al SC Brühl y formó parte del equipo que en 1915 ganó el título de la primera división suiza. Durante la Primera Guerra Mundial, sirvió como teniente en el ejército y en 1919 entró a formar parte del cuerpo de policía de la localidad de San Galo, fronteriza con Alemania y Austria, donde alcanzó el grado de comandante en 1925. Tras la anexión de Austria por la Alemania nazi, Suiza cerró sus fronteras a la población judía que llegaba sin los permisos de entrada adecuados, y en octubre de 1938 las negociaciones entre Suiza y el Tercer Reich llevaron al estampado de la letra "J" en los pasaportes emitidos a los judíos. A medida que la situación empeoró y el número de refugiados que intentaron ingresar ilegalmente a Suiza cruzando la llamada frontera verde para protegerse de la persecución nazi fue en aumento, el entonces funcionario suizo de 47 años, decidió en el verano de 1938, no devolverlos a su país donde el antisemitismo era la política oficial del Estado, asumiendo las consecuencias de incumplir las instrucciones explícitas de su gobierno. Además, para legalizar el estatus de los refugiados, falsificó sus visados, de modo que sus pasaportes mostraran que habían llegado al país antes de marzo de 1938, cuando se restringió la inmigración a Suiza. Las manipulaciones de las fechas permitieron que los judíos recién llegados fueran tratados como legales, y tuvieron que ser llevados al campo de Diepoldsau. Allí, ayudados por las organizaciones judías, esperaban sus permisos de estancia temporal en Suiza o su salida hacia otro destino. Grüninger entregó informes falsos sobre el número de llegadas y el estado de los refugiados en su distrito, e impidió los esfuerzos para rastrear a los que se sabía que habían ingresado ilegalmente a Suiza. Incluso pagó con su propio dinero para comprar ropa de invierno para los más necesitados. La Gestapo descubrió sus acciones e informaron a las autoridades suizas de las hazañas de Grüninger que fue despedido de la fuerza policial el 3 de abril de 1939.
El juicio de Grüninger en el tribunal de distrito de San Galo se prolongó durante dos años. En marzo de 1941, el tribunal lo declaró culpable de incumplimiento del deber , mala conducta oficial y falsificación de una multa. Sus beneficios de jubilación se perdieron y fue destituido, multado y tuvo que pagar los costes del juicio. El tribunal reconoció sus motivaciones altruistas, pero consideró que, sin embargo, como empleado del Estado, era su deber seguir sus instrucciones.
Grüninger vivió el resto de su vida en circunstancias difíciles. A pesar de ello, nunca se arrepintió de su acción en favor de los judíos. En 1954 explicó sus motivos: "Se trataba básicamente de salvar vidas humanas amenazadas de muerte. ¿Cómo podría entonces considerar seriamente esquemas y cálculos burocráticos?. En diciembre de 1970, como resultado de las protestas en los medios, el gobierno suizo envió a Grüninger "una carta de disculpa un tanto reservada, pero se abstuvo de reabrir su caso y restablecer su pensión". Falleció en 1972 sin rehabilitación por parte de las autoridades suizas.

## Rehabilitación y honores
Después de su muerte, el destino de Grüninger volvió parcialmente a la memoria pública gracias a algunas publicaciones a partir de 1984, y se pusieron en marcha medidas para rehabilitarlo. El primer intento fue rechazado por el Consejo Suizo, y no fue hasta 1995, cuando el gobierno federal suizo finalmente anuló la condena. El tribunal de distrito de San Galo revocó la sentencia en su contra y lo absolvió de todos los cargos. Tres años más tarde, el gobierno del Cantón de San Galo pagó indemnizaciones a sus descendientes, y en 1999 también participó del informe de la llamada Comisión Bergier en la rehabilitación de Grüninger, así como en la rehabilitación de todas las personas supervivientes que habían sido condenadas durante este período en Suiza por su asistencia a los refugiados.